# Frederic Goudy

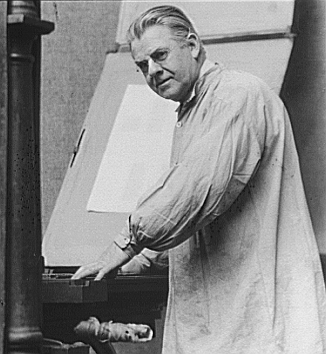
Fredric Goudy (1924)

Frederic William Goudy (ur. 8 marca 1865 w Bloomington, Illinois, zm. 11 maja 1947 w Marlborough-on-Hudson, Nowy Jork) – amerykański drukarz, artysta-typograf i projektant krojów pisma, m.in. Copperplate, Goudy Old Style i Kennerley.

## Młodość
Ojciec Frederica, John Goudy, pracował w nieruchomościach. Rodzina Goudych w latach 70. i 80. przeprowadza się czterokrotnie w obrębie stanu Illinois, aż w 1883 r. osiedli w Highmore na terytorium Dakoty, gdzie John otworzył własną działalność związaną ze sprzedażą nieruchomości w związku z obowiązującą wtedy Ustawą o gospodarstwie rolnym. Młody Goudy początkowo przejął fach po ojcu i przyuczał się do kariery w nieruchomościach jako praktykant w jego firmie.

## Goudy i reklama
W 1889 r. Goudy opuścił dom rodzinny i zamieszkał w Springfield, gdzie pracował jako księgowy w biurze nieruchomości. W pracy zainteresował się reklamą gazetową.
W wieku dwudziestu ośmiu lat Goudy podjął decyzję o przeprowadzce o Chicago i rozpoczął karierę w powstającej wtedy dopiero branży reklamowej. Do projektu reklamy podchodził całościowo, zajmował się zarówno przygotowaniem treści, jak i projektem. Współpracował z różnymi przedsiębiorstwami jako copywriter, a z lokalnymi drukarniami przy opracowaniu layoutu. W tym czasie w Chicago poznał Berthę Matildę Sprinks, która poślubił w 1897 roku w Berwyn, Illinois.
Goudy szybko zaobserwował, że niewiele osób dba o czytelność i estetykę reklam, a typografia była na ostatnim miejscu. W ramach poszerzania świadomości typograficznej w 1893 r. założył magazyn „Modern Advertising”, początkowo w celach autoreklamy. Czasopismo nie przetrwało, jednak Frederic zyskał doświadczenie w procesie przygotowania do druku i druku.

## Początki w typografii
W 1895 roku Goudy zainspirował się pracami Wiliama Morrisa, przedstawiciela ruchu Arts and Crafts. Estetyka druków Morrisa i rzemieślnicze ideały w typografii obudziły w Goudym ambicje posiadania własnej drukarni.
Wkrótce we współpracy ze znajomym nauczycielem angielskiego, Lauronem Hooperem, Goudy zdecydował się otworzyć własną drukarnię, myśląc o niej jak o amerykańskim odpowiedniku Kelmscott Press. Drukarnię nazwano początkowo Booklet Press (z czasem Goudy zmienił nazwę na Camelot Press).
Mimo ambitnych planów pierwsze prace wychodzące z oficyny Goudy’ego miały niewiele wspólnego z typografią książki. Goudy w tamtym okresie tworzył głównie reklamy, m.in. dla takich firm jak: The Inland Printer, The Pabst Brewery oraz Hart Schaffner and Marx. Oprócz reklam Goudy zaprojektował wtedy dwie okładki książki dla wydawnictw The Lakeside Press and Rand-McNally.
W wolnych chwilach Goudy doskonalił swoje umiejętności liternicze i odbywał pierwsze eksperymenty z projektowaniem liter. Z tego okresu pochodzi pierwszy zaprojektowany przez Goudy’ego krój, Camelot (1896).

## Wydawnictwo The Village Press

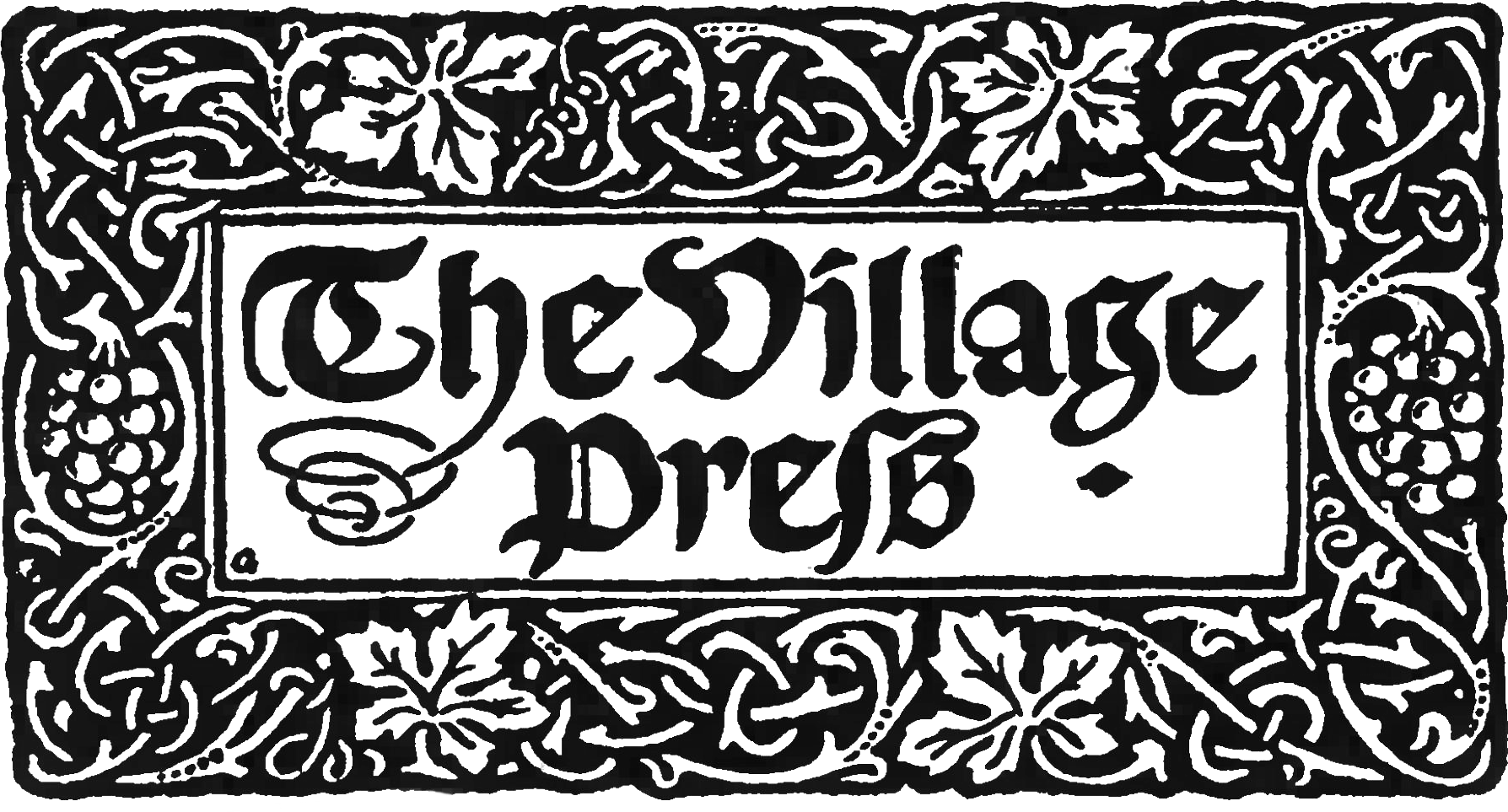
Logo The Village Press

Na przełomie wieków Goudy był pewien, że chce podążyć śladami Williama Morrisa i zająć się projektowaniem książek. W 1903 r. Goudy podjął kolejną próbę założenia wydawnictwa i wraz z Willem Ransonem założył wydawnictwo i drukarnię The Village Press. Ransom wkrótce jednak zrezygnował z przedsięwzięcia, a jego miejsce w projekcie zajęła żona Goudy’ego, Bertha, która przez kolejne 32 lata działalności wydawnictwa zajmowała się składem.
Pierwszym drukiem, który wyszedł spod prasy Goudych był esej Williama Morrisa i Emery’ego Walkera pt. Printing. Wybór ten nie był przypadkowy – właściciele od początku chcieli zaznaczyć, że kierują się filozofią oraz estetyką ruchu Arts and Crafts. Na użytek tego druku w 1903 r. Goudy zaprojektował własny krój, The Village Type. Pismo Goudy’ego wpisało się do historii jako pierwszym amerykański krój wycięty ręcznie i zaprojektowany z rysunków odręcznych.
W latach 1903–1924 wydawnictwo Goudych przeprowadzało się kilkukrotnie, aby w końcu osiąść w Marlborough-on-Hudson w stanie Nowy Jork. Budynek drukarni mieścił się obok młyna. Fred bardzo szybko zaczął specjalizować się w projektowaniu krojów, podczas gdy Bertha zarządzała drukarnią. W latach 1918–1922 Goudy napisał i zilustrował dwie książki o liternictwie: The Alphabet (1918) oraz Elements of Lettering (1922). Książki te uznawana za klasykę książek o typografii.
Bertha Goudy z czasem zyskała uznanie jako łamaczka. W 1933 r. czasopismo „Time” uznało ją za „najlepszą kobietę-drukarza na świecie” (ang. the world’s ablest woman printer). W tym samym roku, w trzydziestą rocznicę założenia The Village Press, The American Institute of Graphic Arts uhonorowali działalność Goudych okolicznościową wystawą.
Jedną z najbardziej skomplikowanych i wymagających edycji, która wyszła spod prasy The Village Press była edycja Frankensteina Mary Shelley, wykonana dla Limited Editions Club w 1934 r.
The Village Press opublikowało 59 pozycji książkowych w czasie swojej działalności.

## Goudy jako projektant krojów

Mini-wzornik Goudy Old Style

Miniwzornik Copperplate Gothic

Pierwsze próby w projektowaniu krojów Goudy podjął w 1896 r. Sam jednak uznaje, że stał się profesjonalnym projektantem krojów dopiero piętnaście lat później, w 1911 r., wraz z zaprojektowaniem Kennerley Old Style. Krój nazwał na cześć swojego wspólnika, wydawcy Mitchella Kennereley’ego, a został zaprojektowany specjalnie dla składu książki H.G. Wellsa The Door in the Wall and Other Stories. Krój okazał się niezwykle popularny w Anglii i od tego momentu Goudy zyskał międzynarodową sławę jako projektant krojów.
Przez 50 lat Goudy zaprojektował 122 kroje, z czego za najsłynniejsze uznaje się Copperplate Gothic oraz Goudy Old Style.
- Camelot (1896)
- Pabst (1902)
- Copperplate (1905)
- Caxton Initials (1905)
- Monotype 38-E (1908)
- Kennerley (1911)
- Forum Title (1911)
- Goudy Old Style (1915)
- Goudy Modern (1918)
- Goudy Open (1918)
- Garamont (1921)
- Goudy Newstyle (1921)
- Italian Old Style (1924)
- Goudy Heavy Face (1925)
- Deepdene (1927)
- Old Style (1927)
- Lombardic Capitals (1929)
- Mediaeval (1930)
- Goudy Sans (1930)
- Saks Goudy (1934)
- Goudy Text (1939)
- Franciscan (1932)
- Hadriano (1934)
- Bertham (1936)
- Friar (1937)

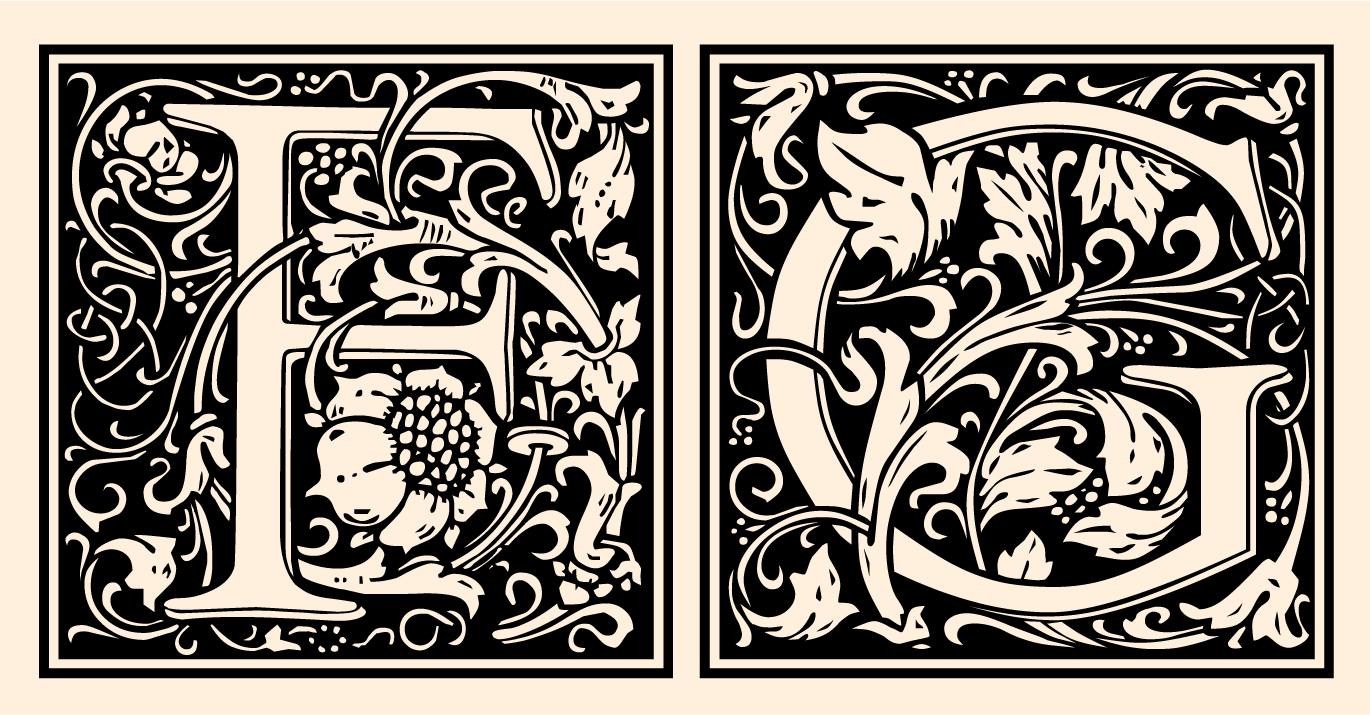
Inicjały z kroju LTC Goudy

- University of California Old Style (1938)
- Remington Typewriter (1939)
- Goudy Thirty (1942)

## Działalność poza wydawnictwem

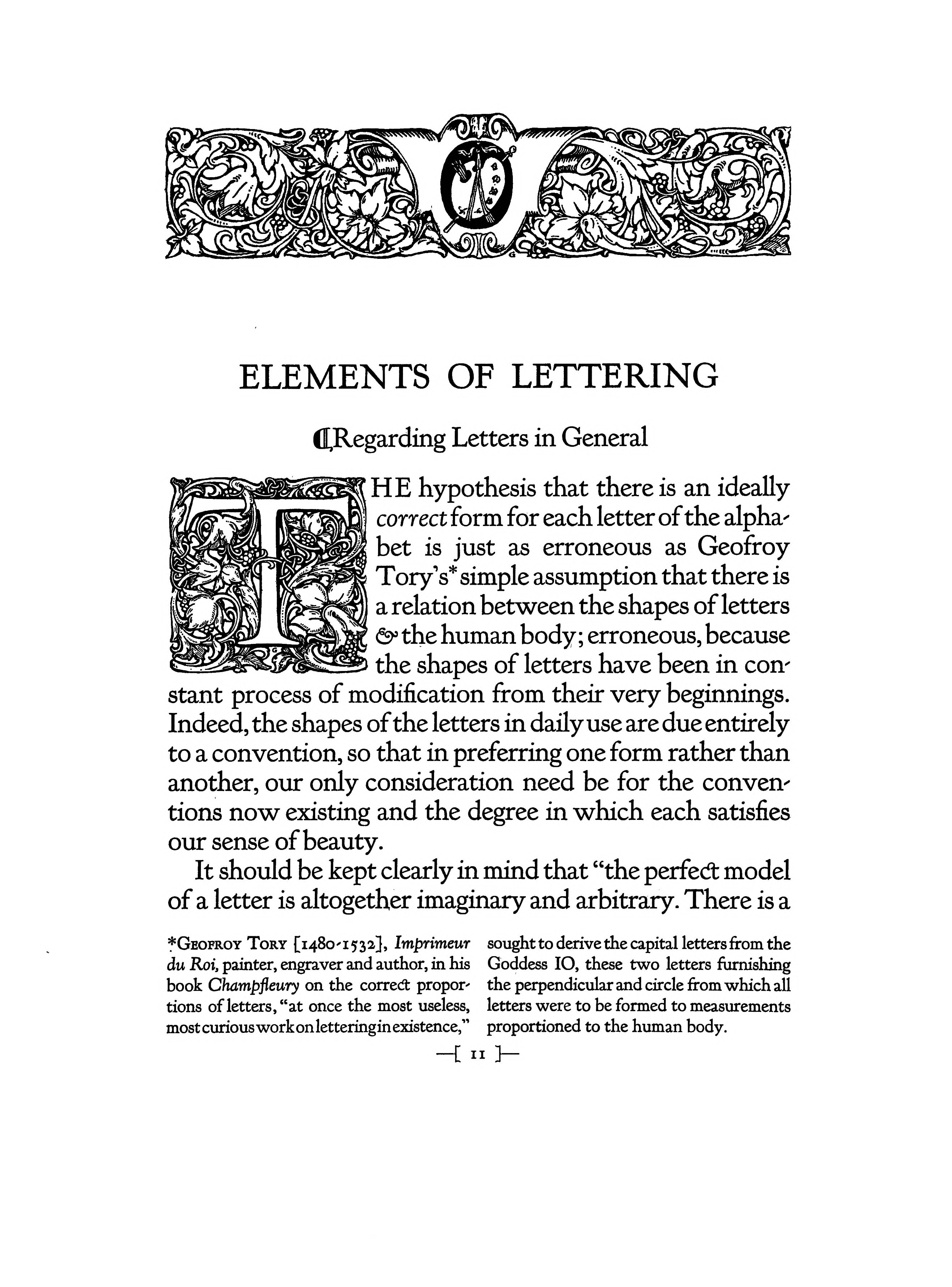
Jedna ze stron książki Elements of Lettering

Od 1920 r. aż do śmierci Goudy był dyrektorem artystycznym Lanston Monotype Corporation. Prowadził również wykłady, m.in. na Art Students League (1916–24) i na Uniwersytecie Nowojorskim (1927–29). Podczas jednego z wykładów miał powiedzieć: „Typograf, który rozświetla minuskułę, gotów jest także kraść owce” (ang. „Anyone who would letterspace lowercase would steal sheep”, tłum. D. Dziewońska, [za:] R. Bringhurst, Elementarz stylu w typografii, wyd. d2d.pl, Kraków 2008).
Goudy był autorem książek: The Alphabet (1918), Elements of Lettering (1922), Typologia (1940) oraz autobiograficznej książki A Half-Century of Type Design and Typography, 1895–1945 (1946).

## Śmierć
Goudy zmarł w swoim domu w Marlborough-on-Hudson 11 maja 1947 r. Został pochowany obok swojej żony Berthy w Evergreen Cemetery w Chicago.

### Teksty autorstwa Goudy’ego (w jęz. ang.)
- A half-century of type design and typography volumes 1 and 2, The Typophiles, New York, 1946. Pełna lista projektów Goudy’ego.
- The Alphabet: Fifteen Interpretive Designs, Mitchell Kennerley, N.Y.C, 1918.
- Elements of Lettering (with Bertha Goudy), Mitchell Kennerley, N.Y.C, 1922
- Hello To Those Who Retain Their Sanity, esej, Monotype magazine, 1928.
- Ars Typographisch (Vol. 1, No. 4, 1934): zawiera esej Goudy’ego Type Design: A Homily.
- The Trajan Capitals, Oxford University Press, New York, 1936
- Typologia University of California Press, Berkeley, Los Angeles, London, 1940

### Książki wydrukowane przez Goudy’ego (w jęz. ang.)
- Oh, what a plague is love!, Katharine Tynan, 1900.
- The Cobbler of Nîme, Mary Imlay Taylor, 1900
- Printing, William Morris, 1903
- Songs and verses selected from the works of Edmund Waller, 1911.
- Verses by Henry Goelet McVickar, 1911.
- Why we have chosen Forest Hills Gardens for our home, 1915.

### Dalsza lektura (w jęz. ang.)
- Boone, Andrew R. Type By Goudy.
- Bruckner, D.J.R., Frederic Goudy, Harry N. Abrams, Inc., Publishers, New York City, 1990, ISBN 0-8109-1035-7.
- Frederic Goudy – Pantagraph.
- Frederick Goudy at Typophile. typophile.com. [zarchiwizowane z tego adresu (2007-01-04)].
- Goudy type designs at Lanston Type Co.. p22.com. [zarchiwizowane z tego adresu (2013-04-07)].
- Lewis, Bernard: Behind the Type: The Life Story of Frederic W. Goudy, Carnegie Institute of Technology, 1941.
- Linotype Library Designers: Frederic W. Goudy
- MacGrew, Mac, American Metal Typefaces of the Twentieth Century, Oak Knoll Books, New Castle Delaware, 1993, ISBN 0-938768-34-4.
- Orton, Vrest Goudy, Master of Letters.
- Rollins, Carl Purlington American Type Designers and Their Work w: Print, V. 4, #1.
- Typographer’s Digest, No. 27 (1967): numer dedykowany Goudy’emu.